# La Pastorale
La Pastorale (titre original : The Lawnmower Man) est une nouvelle de Stephen King qui fait partie du recueil Danse macabre publié en 1978. Elle est parue pour la première fois en 1975 dans le magazine Cavalier.

## Résumé
Harold Parkette appelle l'entreprise « La Pastorale » pour faire tondre sa pelouse. Un employé de cette entreprise, gras et hirsute, se présente à son domicile et se met au travail. Parkette tique quand l'homme mentionne Circé au cours de leur conversation mais finit par s'endormir. Il est réveillé par un bruit de tondeuse à gazon et découvre avec stupéfaction que la tondeuse fonctionne toute seule et que le jardinier, entièrement nu, rampe derrière elle en dévorant l'herbe coupée. Parkette s'évanouit quand la tondeuse tue délibérément une taupe et que l'homme la mange ensuite.
Parkette est réveillé par le jardinier qui lui apprend que l’entreprise appartient au dieu Pan et que les clients qui n'apprécient pas leurs méthodes de travail sont sacrifiés. Parkette feint de sympathiser et tente d'appeler la police quand l'homme retourne au travail mais la tondeuse fait irruption chez lui et le déchiquète après une brève poursuite. La police arrive plus tard sur les lieux et conclut à un crime d'un maniaque sexuel.

## Procès
Le film Le Cobaye (The Lawnmower Man, 1992) est sorti sous le titre Stephen King's The Lawnmower Man bien qu'une seule scène, où un homme est poursuivi et mis en pièces par une tondeuse à gazon, présente un lien avec la nouvelle. Stephen King, furieux de voir son nom associé à ce film dans un seul but publicitaire, a intenté un procès à la société de production New Line Cinema afin que son nom soit retiré de tout le matériel promotionnel du film. New Line a rétorqué qu'elle avait acheté les droits de la nouvelle, ce qui l'autorisait à utiliser le nom de l'écrivain. Le tribunal a donné raison à King et a condamné New Line à lui verser 3 400 000 $ pour « usage trompeur et inexact » de son nom.

## Adaptations
La nouvelle a été adaptée sous forme de comic book dans le magazine Bizarre Adventures en octobre 1981, avec des dessins de Walter Simonson. Cette adaptation était inédite en France, mais Wetta Comics / Original Comics ont annoncé une édition limitée prévue pour juillet 2019. 